# Bernard Michaux
|  | No s'ha de confondre amb Bernard Michaux (futbolista). |

Bernard Michaux (Ciutat de Luxemburg, 1983) és un productor de cinema luxemburguès. Va fer els seus estudis al Liceu Michel Rodange i després a Múnic.

## Filmografia
- 2005: Bracia
- 2006: Geliebte Stimmen
- 2006: The Plot Spoiler
- 2007: Lumen
- 2009: X on a Map
- 2009: Tour of Duty
- 2010: The Runway
- 2011: Strangers in the Night
- 2012: En Dag am Fräien
- 2012: D'Schatzritter an d'Geheimnis vum Melusina
- 2012: Comeback
- 2014: Lucia de B.
- 2015: Mammejong